# 4130 Рамануджан
4130 Рамануджан (4130 Ramanujan) — астероїд головного поясу, відкритий 17 лютого 1988 року.
Тіссеранів параметр щодо Юпітера — 3,213.